# میوللی‌پورو
میولْلی‌پُورو (به فنلاندی: Myllypuro) یک منطقهٔ مسکونی در فنلاند است که در هلسینکی واقع شده‌است.